# Resolució 667 del Consell de Seguretat de les Nacions Unides
La Resolució 667 del Consell de Seguretat de les Nacions Unides, adoptada per unanimitat el 16 de setembre de 1990 després de recordar les resolucions 660 (1990), 661 (1990), 664 (1990), 665 (1990) i 666 (1990), el Consell va expressar la seva indignació i va condemnar "actes agressius" per part d'Iraq contra la missió diplomàtica i el personal al Kuwait ocupat, inclòs alguns segrests, en violació de la Convenció de Viena sobre relacions diplomàtiques i la Convenció de Viena sobre relacions consulars.
Els soldats iraquians van entrar a les missions diplomàtiques d'algunes nacions europees i àrabs, segrestant diversos empleats i expulsant-ne altres. Actuant sota el Capítol VII de la Carta de les Nacions Unides, el Consell va exigir la immediata alliberació dels nacionals estrangers, així com tots els ciutadans esmentats a la resolució 664, recordant-los les seves obligacions internacionals d'acord amb els convenis de Viena. També va demanar l'Iraq que protegís la seguretat i el benestar del personal i equipaments diplomàtics i consulars a Kuwait i que no prengués mesures que obstaculitzessin les seves funcions diplomàtiques, inclòs l'accés als seus nacionals als locals.
Finalment, la resolució va instar a tots els Estats membres a que observessin estrictament totes les resolucions aprovades contra l'Iraq, decidint prendre noves mesures contra el país pel seu desafiament a les resolucions del Consell de Seguretat i del dret internacional.
L'aprovació de la resolució 667 va galvanitzar l'opinió mundial en suport de la força extrema per contrarestar les accions de Saddam Hussein. El representant Adjunt de l'Iraq a les Nacions Unides, Sabah Talat Kadrat, va denunciar la resolució, afirmant que el Consell prenia mesures ràpides contra el seu país, però que en no va prendre cap respecte al conflicte israelià-palestí.